# Ouverture til Øhlenschlägers St. Hansaftenspil
De Ouverture til Øhlenschlägers St. Hansaftenspil is een compositie van Niels Gade. Gade schreef een aantal ouvertures voor concerten en toneelvoorstellingen. Deze ouverture behoort echter niet bij het toneelstuk Sanct Hans aften spil van Adam Oehlenschläger, want dat werd in 1841 niet uitgevoerd in Kopenhagen. Gade begon in 1870 aan een revisie, maar het resultaat daarvan is niet bekend. Het oorspronkelijke werk onderging hetzelfde lot.
In 1886 begon Gade aan zijn cantate Sanct Hans aften spil, die bleef onvoltooid achter.  